# Vieille mosquée d'Ammi Moussa
La Vieille Mosquée d'Ammi Moussa, est parmi les plus anciennes mosquées de la ville d'Ammi Moussa dans la wilaya de Relizane où elle a été fondée en 1878.

## Histoire
La mosquée a été conçue en forme carrée dans le style arabo-maghrébin avec un minaret carré et une coupole. Elle est construite selon des matériaux contemporains (béton) et anciens (la pierre de taille) qui sont disponibles dans le milieu naturel.